# Boa madagaskarski
Boa madagaskarski (Acrantophis madagascariensis) – gatunek węża z podrodziny Sanziniinae w rodzinie dusicielowatych (Boidae).

## Zasięg występowania
Występuje w północnym Madagaskarze wraz z wyspą Nosy Be.

## Budowa ciała
Osiąga do 3 m długości.
Grzbiet jest ubarwiony jasnoczerwono z rombowatymi, czerwonobrunatnymi i żółto obrzeżonymi plamami zawierającymi w środku żółte smugi. Po bokach tułowia znajdują się rzędy nieregularnych, jasno oczkowanych plam. Tylna część ciała ma niebieskozielone zabarwienie.

## Biologia i ekologia
Żyje w lasach, często w pobliżu wody do której chętnie wchodzi. Jest mało aktywny – schwytany rzadko kąsa.
Samica jest żyworodna i rodzi 3 do 4 stosunkowo dużych młodych (ok. 70 cm długości).